# 아이소벤조퓨란
아이소벤조퓨란(영어: isobenzofuran)은 벤젠 고리와 퓨란 고리가 융합된 두 개의 고리 구조를 특징으로 하는 분자식이 C8H6O인 헤테로고리 화합물이다. 아이소벤조퓨란은 벤조퓨란의 이성질체이다.
아이소벤조퓨란은 반응성이 높고 빠르게 중합된다. 그러나 아이소벤조퓨란은 적합한 전구체의 열분해에 의해 확인되고 제조되었으며 저온에서 포획되었다.
아이소벤조퓨란 자체는 안정적이지 않지만, 보다 복잡한 구조를 가지고 있는 관련된 안정한 화합물들의 모체 화합물이다.

## 같이 보기
- 벤조퓨란
- 헤테로고리 화합물